# Yume no ginga
Yume no ginga (ユメノ銀河, El laberint dels somnis) és una pel·lícula japonesa en blanc i negre de misteri de 1997 dirigida per Gakuryū Ishii. Aquesta protagonitzada per Rena Komine i Tadanobu Asano en els papers principals. Es va projectar en la secció Contemporary World Cinema del Festival Internacional de Cinema de Toronto de 1997.

## Argument
Tomiko és una jove que treballa com a revisora en un autobús de línia al Japó del període d'entreguerres. Un dia rep la notícia que Tsuyako Tukikawa, una de les seves millors amigues, ha mort i se sospita del seu promès Tatsuo Niitaka com a possible assassí en sèrie d'ella i altres noies de la regió. El dia abans de la seva mort, Tsuyako envia a Tomiko una carta explicant-li les seves inquietuds respecte al seu futur espòs. Sorprenentment, el propi Niitaka és presentat, poc després, en l'empresa d'autobusos com a nou conductor i assignat com a company de Tomiko, que tractarà d'esbrinar el seu passat.

## Repartiment
- Rena Komine com Tomiko Tomonari
- Tadanobu Asano com Tatsuo Niitaka
- Kotomi Kyôno com Chieko Yamashita
- Tomoka Kurotani com Tsuyako Tukikawa
- Kirina Mà com Aiko
- Reiko Matsuo com Mineko Matsuura